# Akuma no Riddle
Akuma no Riddle (japanisch 悪魔のリドル Akuma no Ridoru, wörtlich „Teufels Rätsel“) ist eine Manga-Serie von Yun Kouga (Text) und Sunao Minakata (Zeichnungen), die seit 2012 in Japan erscheint. Sie ist in die Genres Action, Thriller, Yuri und Seinen einzuordnen und wurde als Anime-Fernsehserie adaptiert.

## Inhalt
An der privaten Myōjō-Mädchenoberschule wird eine „Schwarze Klasse“ von 13 Schülerinnen gebildet. Von diesen sind 12 angehende Attentäterinnen und die dreizehnte, Haru Ichinose (一ノ瀬 晴) ihr Ziel. Sie soll bis zum Ende des Schuljahres getötet werden. Wer von den Attentäterinnen versagt oder diesen Plan gegenüber Außenstehenden auffliegen lässt, wird der Schule verwiesen. Doch stellt sich Haru Ichinose bald als nicht so leichtes Opfer heraus, wie es zunächst scheint. Und Tokaku Azuma (東 兎角), eine der 12 angehenden Attentäterinnen, entwickelt Gefühle für Haru und schlägt sich auf ihre Seite. Von da an kämpfen beide gemeinsam gegen den Rest der Klasse.

## Veröffentlichung
Der Manga erschien erstmals am 10. August 2012 (Ausgabe 9/2012) im Magazin Newtype des Verlags Kadokawa Shoten in Japan. Im November 2016 wurde der Manga beendet. Die Kapitel wurden auch in insgesamt fünf Sammelbänden veröffentlicht, von denen der letzte im Dezember 2016 erschien.
Eine deutsche Übersetzung erschien von Mai 2015 bis September 2017 bei Egmont Manga und in fünf Bänden. Seven Seas Entertainment lizenzierte die Serie für Nordamerika.

## Anime-Adaption
Beim Studio Diomedéa entstand 2014 unter der Regie von Keizō Kusakawa eine Anime-Adaption der Serie. Kiyoko Yoshimura war für das Serienkonzept verantwortlich und schrieb gemeinsam mit Ayuna Fujisaki und Masahiro Yokotani die Drehbücher. Das Charakterdesign entwarf Naomi Ide und die künstlerische Leitung lag bei Masatoshi Mutō.
Die 12 Folgen wurden vom 4. April bis 20. Juni 2014 nach Mitternacht (und damit am vorigen Fernsehtag) von MBS, sowie mit zu zwei Tagen Versatz auch auf TBS, CBC, AT-X und BS-TBS in Japan gezeigt. Die Folgen erschienen von Juli bis Dezember 2014 auf sechs DVDs/Blu-rays, wobei der letzten eine 13. Folge als Original Video Animation hinzugefügt wurde. Auf den Plattformen AnimeLab und Crunchyroll wurde eine untertitelte Fassung unter dem Titel Riddle Story of Devil per Streaming bereitgestellt, Animax Asia zeigte diese im Fernsehen. Eine deutsche Synchronfassung wurde von Kazé Deutschland auf DVD und Bluray veröffentlicht und über die Streaming-Plattform Anime on Demand verbreitet.

### Synchronisation
Die deutsche Synchronisation entstand bei DMT – Digital Media Technologie in Hamburg unter der Regie von Achim Schmidt-Carstens.
| Rolle                        | Seiyū (Japanischer Sprecher) | Deutscher Sprecher    |
| ---------------------------- | ---------------------------- | --------------------- |
| Tokaku Azuma                 | Ayaka Suwa                   | Josephine Schmidt     |
| Haru Ichinose                | Hisako Kanemoto              | Linda Fölster         |
| Isuke Inukai                 | Azumi Asakura                | Dorothee Sturz        |
| Nio Hashiri                  | Yoshino Nanjō                | Saskia Weckler        |
| Mahiru Banba / Shin’ya Banba | Yuka Ōtsubo                  | Arlette Stanschus     |
| Haruki Sagae                 | Fumiko Uchimura              | Merete Brettschneider |
| Chitaru Namatame             | Sachika Misawa               | Simona Pahl           |
| Hitsugi Kirigaya             | Mami Uchida                  | Josephine Martz       |
| Shiena Kenmochi              | Yūki Yamada                  | Sonja Stein           |
| Otoya Takechi                | Manami Numakura              | Julia Casper          |
| Suzu Shutō                   | Chika Anzai                  | Katharina von Keller  |
| Kōko Kaminaga                | Haruka Yoshimura             | Manuela Bäcker        |
| Sumireko Hanabusa            | Miho Arakawa                 | Julia Fölster         |
| Kaiba-sensei                 | Tomokazu Sugita              | Christian Rudolf      |
| Ataru Mizorogi               | Takahiro Sakurai             | Oliver Böttcher       |
| Meichi Yuri                  | Yoshiko Sakakibara           | Anne Moll             |

### Musik
Die Musik der Serie komponierte Yoshiaki Fujisawa. Der Vorspann ist unterlegt mit dem Lied Sōshō Innocence von Maaya Uchida. Für den Abspann erhielt jede Folge ein anderes Lied, das von den Synchronsprecherinnen unter ihren Rollennamen gesungen wurde:
- Paradox von Ayaka Suwa
- Kinō, Kyō, Ashita (昨日、今日、明日) von Hisako Kanemoto
- Concentration von Manami Numakura
- ACROSS THE FATE von Haruka Yoshimura
- Dōtte Kotonai Sympathy (どうってことない) von Fumiko Uchimura
- Poison Me von Sachika Misawa & Mami Uchida
- Suzukaze (すずかぜ) von Chika Anzai
- Mayonaka no Tōbō (真夜中の逃亡) von Yuka Ōtsubo
- Tenshi no Smile♥ (天使のスマイル♥) von Azumi Asakura
- Inochi no Karakuri (イノチノカラクリ) von Miho Arakawa
- Survival von Yoshino Nanjō
- Queen von Ayaka Suwa, Hisako Kanemoto, Manami Numakura, Haruka Yoshimura, Fumiko Uchimura, Sachika Misawa, Mami Uchida, Chika Anzai, Yuka Ōtsubo, Azumi Asakura, Miho Arakawa und Yūki Yamada